# لمور ورزشکار بتسیلیو
 لمور ورزشکار بتسیلیو (نام علمی: Lepilemur betsileo) نام یک گونه از سرده لمورهای ورزشکار است.